# Кизилчилик (Нагайбакский район)
Кизилчилик — упразднённый посёлок в Нагайбакском районе Челябинской области России. Входил в состав Фершампенуазского сельсовета. Исключен из учётных данных в 1985 году.

## География
Располагался на правом берегу реки Кызыл-Чилик, ниже пруда Кызылчиликский, на расстоянии примерно 6 км по прямой к северо-востоку от села Фершампенуаз.

## История
В 1968 г. населённому пункту при участке рыбного хозяйства присвоено наименование — посёлок Кызыл-Чилик.
По данным на 1970 год входил в состав Фершампенуазского сельсовета.
Исключен из учётных данных решением Челябинского облисполкома от 30 декабря 1985 года № 573.

## Население
| 1970 | 1977 | 1983 |
| ---- | ---- | ---- |
| 7    | ↘1   | ↗4   |